# Długa Wieś (Wymysłów)
Długa Wieś – część wsi Wymysłów w Polsce, położona w województwie świętokrzyskim w powiecie ostrowieckim w gminie Kunów.
W latach 1975–1998 Długa Wieś administracyjnie należała do województwa kieleckiego.